# Dialeto mbiá
O guarani mbyá (no nome nativo: mbya ayvu, literalmente "língua do povo") é um dialeto da língua guarani, falado pelos mbiás. Em 2011 foi reconhecida como bem imaterial pelo Iphan/MinC como patrimônio nacional.
No Brasil, os guaranis mbyá estão localizados nos estados do Espírito Santo, Paraná, Rio de Janeiro, Rio Grande do Sul, Santa Catarina, São Paulo, Tocantis e Pará.

## Introdução
A língua guarani mbyá pertence à família tupi-guarani, que por sua vez pertence ao tronco tupi. Ao lado do kaiowá e do nhandeva, é um dos três dialetos modernos da língua guarani que podem ser encontrados no Brasil. Todavia, também há falantes de mbyá no Paraguai, Argentina e Uruguai, e outros.
Linguagem derivada dos descendente dos povos que habitavam a província do Guairá, situada a leste do rio Paraná, entre os rios Paranapanema e Iguaçu, onde é hoje o Estado do Paraná, o idioma Mbyá é classificado como um dialeto da língua Guarani, assim como o kaiwá e nhandéva, e é falado por indígenas em grande parte do território brasileiro. Mesmo sendo o mais meridional dentre os dialetos da língua Guarani, hoje em dia ainda pode ser encontrado em muitos lugares.
O Mbyá é o dialeto da família Tupi-Guarani mais distribuído geograficamente, mas isso não implica em um número elevado de falantes, já que haviam cerca de 14.887 mil mbyá no Brasil em 2008. É importante destacar que nem todos os indígenas pertencentes à etnia falam necessariamente o dialeto. Alguns grupos Mbyá ainda são encontrados na Argentina e no Paraguai, onde existem em número reduzido.
As principais fontes para a descrição linguística do mbya (nas seções seguintes) são Dooley e o Material da Escola Estadual Indígena Djekupe Amba Arandy.

## Fonologia e ortografia

### Ortografia
A ortografia do guarani mbyá não é una e pode apresentar variações regionais. A tabela abaixo busca apenas apresentar o alfabeto da língua e os sons que as letras geralmente representam, sem levar em conta o contexto da letra na palavra. Também não se pretende aqui sistematizar a fonologia da língua, o que será feito na subseção seguinte.
| Grafia            | Som       | Equivalente no português brasileiro | Grafia | Som           | Equivalente no português brasileiro |
| ----------------- | --------- | ----------------------------------- | ------ | ------------- | ----------------------------------- |
| a                 | [a]       | ave                                 | n      | [n]           | nariz                               |
| mb                | [ᵐb]      | bamba                               | nh     | [nh]          | ninho                               |
| nd                | [ⁿd]      | banda                               | o      | [o], [ɔ]      | ovo, avó                            |
| e                 | [ɛ]       | pé                                  | p      | [p]           | porta                               |
| g                 | [g]       | gato;                               | r      | [ɾ]           | barato                              |
| ng                | [ŋ], [ᵑɡ] | longo, longo                        | t      | [t]           | tucano                              |
| h                 | [h]       | carro, no sotaque mineiro           | u      | [u]           | uva                                 |
| i                 | [i]       | igreja                              | v      | [β], [w], [v] | sem equivalente, língua, vaca       |
| j                 | [dʒ]      | dia (com som de "dj")               | x      | [tʃ], [ts]    | tchau, pizza                        |
| k                 | [k]       | casa                                | y      | [ɨ]           | sem equivalente                     |
| m                 | [m]       | maçã                                | '      | [ʔ]           | sem equivalente                     |
| Letras com acento |           |                                     |        |               |                                     |
| ã                 | [ã]       | sem equivalente                     | õ      | [õ], [ɔ̃]      | contar, sem equivalente             |
| ẽ                 | [ɛ̃]       | sem equivalente                     | ũ      | [ũ]           | untar                               |
| ĩ                 | [ĩ]       | injeção                             | ỹ      | [ɨ̃]           | sem equivalente                     |

- A letra <x> pode representar tanto o som de [ts] quando de [tʃ]. Essa variação vai depender do contexto fonético, e de variações regionais. No mbyá do Rio Grande do Sul, por exemplo, <x> representa somente /tʃ/.

### Consonants
|                 |                       | Labial   | Alveolar | Alveolar | Palatal | Velar  | Velar   | Glotal |
| não labializada | labializada           | Labial   | Alveolar | Alveolar | Palatal |        |         | Glotal |
| --------------- | --------------------- | -------- | -------- | -------- | ------- | ------ | ------- | ------ |
| Oclusiva        | surda                 | p        | t        | ts ~ tʃ  | ts ~ tʃ | k      | kʷ      | ʔ      |
| Oclusiva        | sonora                |          |          |          |         |        | g       |        |
| Oclusiva        | sonora pré-nasalizada | m ~ ᵐb   | n ~ ⁿd   | n ~ ⁿd   | ɲ ~ dʒ  | ŋ ~ ᵑɡ | ŋʷ ~ ɡʷ |        |
| Nasal           |                       | m ~ ᵐb   | n ~ ⁿd   | n ~ ⁿd   | ɲ ~ dʒ  | ŋ ~ ᵑɡ | ŋʷ ~ ɡʷ |        |
| Fricativa       | Fricativa             | β ~ v~ w |          |          |         |        |         | h      |
| Aproximante     |                       | β ~ v~ w |          |          |         |        |         |        |
| Tepe            | Tepe                  |          | ɾ        | ɾ        |         |        |         |        |

- /β/ (representado graficamente por <v>) permite três realizações fonéticas:  [β], [v] or [w]. Não está claro o que condiciona essas variantes.
- As nasais /m, n, ŋ/ possuem os alofones pré-nasalizados [ᵐb, ⁿd, ᵑɡ].
- /g/ é raro, e na maioria dos casos ocorre em empréstimos.
- As semivogais [j] e [w] ocorrem em ditongos decrescentes. A ocorência de [w] é rara.

### Vogais
O dialeto mbyá, assim como outras línguas da família tupi-guarani, apresenta um sistema vocálico simétrico, no qual cada vogal oral tem sua equivalente nasal. Tal sistema apresenta, no todo, seis fonemas vocálicos. Cada vogal nasal é um alofone do fonema oral correspondente.
|             | Anterior | Central | Posterior |
| ----------- | -------- | ------- | --------- |
| Alta        | i ĩ      | ɨ ɨ̃¹    | u ũ       |
| Média       | ɛ ɛ̃      |         | o õ       |
| Médio-baixa |          |         | (ɔ ɔ̃)²    |
| Baixa       |          | a ã     |           |

¹ A vogal alta não arredondada /ɨ/ é grafada com <y> quando oral (quando nasal, <ỹ>)
² Foneticamente, a vogal /o/ pode ser aberta ou fechada. Será aberta [ɔ] quando tônica, e fechada [o] quando átona.
A nasalização é um fenômeno presente na língua Mbyá. Quando ela começa dentro da palavra, vigora no sentido regressivo até o começo da palavra, e pode ter uma leve influência no sentido progressivo também. Nas palavras monossilábicas que comumente ocorrem como um grupo tonal, a vogal sofre geminação, ou seja, ela é repetida, acrescentando uma sílaba para a palavra ficar dissilábica e produzindo um pé métrico iâmbico, que tem uma função importante na língua. A marcação do tempo ocorre, em primeiro lugar, nos nomes; o tempo verbal é derivado desta.

### Geminação vocálica
Quando uma palavra é monossilábica, ela poderá sofrer geminação vocálica. O fenômeno ocorre em palavras de diferentes classes gramaticais, como pronomes pessoais e substantivos:
- Xee 'eu' (de xe + geminação)
- Ndee 'tu' (etc)
- Peẽ 'vós'
- oo 'casa' (da raiz -o geminada)

Dooley sugere que esta (a geminação vocálica) é uma característica particular do dialeto mbyá.

### Acento tônico e sua ortografia
O acento tônico, via de regra, cai sobre a última sílaba da palavra. Por ser este o caso mais comum, ele não costuma ser indicado por meio de acento gráfico. Portanto, mbya ayvu deve ser lido "mbyá ayvú", Vera (nome próprio) deve ser lido Verá, e assim por diante.
Palavras paroxítonas (acento tônico na penúltima sílaba) e proparoxítonas (na antepenúltima) costumam receber acento gráfico. Uma exceção é kuery, partícula que indica pluralidade, que, embora paroxítona (lê-se "kuéry"), não recebe acento gráfico.
Certas partículas, como py, 'rã, teri, je, entre outras, são átonas, embora sejam escritas separadamente. Portanto, aiko xeroo py (estou em minha casa) deve ser pronunciado "aiko xe roópy" [ajkɔ tʃɛɾoˈɔ pɨ].

### Crase
Quando duas vogais iguais se encontram na fronteira entre dois morfemas (como um afixo e uma raiz), ocorre o fenômeno da crase, isto é, eles se transformam em uma só vogal, tanto na fala como na escrita. Exemplo: nda-, prefixo de negação, + avy'a, estou feliz (verbo vy'a conjugado na 1ª pessoa) gera ndavy'ai (e não *ndaavy'ai).
Caso esse processo gere uma palavra com uma só sílaba, ocorrerá o fenômeno da geminação vocálica descrito acima.

## Morfologia

### Adjetivos
A rigor, não há adjetivos em mbyá. Eles são, na verdade, verbos de segunda conjugação (ver seção "verbos"). Assim, kane'õ, em vez de "cansado", na verdade é o verbo "estar cansado": xekane'õ, estou cansado.

### Pronomes pessoais
Alguns dos pronomes pessoais, quando isolados, sofrem o processo de geminação vocálica, abordado acima. Portanto, temos
- Xee
- Ndee
- Ha'e
- Nhande
- Ore
- Peẽ ou pende
- Ha'e kuery

Ao se prefixarem a temas, o fenômeno da geminação não ocorre. Portanto, temos xero, minha casa (e não xeero).

### Verbos
Os verbos do guarani mbyá podem ser encaixados em duas categorias de conjugações. A primeira, mais comum, são os verbos que da flexão A-, RE- ,etc.
| Pessoa      | Pre- fixo   | iko (estar) | ĩ (estar) |
| ----------- | ----------- | ----------- | --------- |
| 1ª sing     | a-          | aiko        | aĩ        |
| 2ª sing     | re-         | reiko       | reĩ       |
| 3ª sing/pl  | o-, ogue-   | oiko        | oĩ        |
| 1ª pl incl. | ja-, nha-   | jaiko       | nhaĩ      |
| 1ª pl excl. | ro-, rogue- | roiko       | roĩ       |
| 2ª pl.      | pe-         | peiko       | peĩ       |

ogue- e rogue- ocorrem quando o tema verbal inicia com 'e'. Nha- é usado quando o tema verbal contém alguma vogal nasal.
Além desta, há uma conjugação de "adjetivos" (que na verdade são verbos estativos), a chamada conjugação XE- ou XER-. Nesta categoria, contudo, há algumas palavras que expressam ação, como ayvu, falar:
| Pessoa      | Prefixo       | ayvu (falar) | porã (ser bom) |
| ----------- | ------------- | ------------ | -------------- |
| 1ª sing     | xe-           | xeayvu       | xeporã         |
| 2ª sing     | nde-, ne-     | ndeayvu      | neporã         |
| 3ª sing/pl  | i-, ij-, inh- | ijayvu       | iporã          |
| 1ª pl incl. | nhan(d)e-     | nhandeayvu   | nhaneporã      |
| 1ª pl excl. | ore-          | oreayvu      | oreporã        |
| 2ª pl.      | pen(d)e-      | pendeayvu    | peneporã       |

| Pessoa      | Prefixo     | exarai (esquecer) | exaĩ (ser saudável) |
| ----------- | ----------- | ----------------- | ------------------- |
| 1ª sing     | xer-        | xerexarai         | xerexaĩ             |
| 2ª sing     | nder-, ner- | nderexarai        | nerexaĩ             |
| 3ª sing/pl  | h-          | hexarai           | hexaĩ               |
| 1ª pl incl. | nhan(d)er-  | nhanderexarai     | nhanerexaĩ          |
| 1ª pl excl. | orer-       | orerexarai        | orerexaĩ            |
| 2ª pl.      | pen(d)er-   | penderexarai      | penerexaĩ           |

Quando o verbo contém algum fonema nasal, são usadas as formas ne(r)-, nhane(r)-, pene(r)-, sem a letra 'd'. (Em outras palavras, sem que o fonema /n/ se realize como [ⁿd].)

### Flexão de posse
Para indicar posse, utilizam-se as flexões XE- e XER-, como nas tabelas acima, com apenas pequenas alterações.
| Pessoa      | Flexão XE- | Flexão XER-   |
| ----------- | ---------- | ------------- |
| 1ª sing     | xe-        | xer-          |
| 2ª sing     | nde-, ne-  | nder-, ner-   |
| 3ª sing/pl  | i- / o-    | h- / gu-, ng- |
| 1ª pl incl. | nhan(d)e-  | nhan(d)er-    |
| 1ª pl excl. | ore-       | orer-         |
| 2ª pl.      | pen(d)e-   | pen(d)er-     |
| SN          | SN -       | SN r-         |

Há apenas uma diferença na terceira pessoa, pois esta admite duas formas: uma que indica um possuidor diferente do sujeito (i-, h-) e outra que indica que o possuidor é o mesmo que o sujeito (o-, gu-, ng-), podendo neste caso ser traduzido por "seu próprio, seus próprios", etc.
No caso desta flexão reflexiva, há duas formas: uma com gu-, como em guekoa, "sua (própria) aldeia", e outra com ng-, como em ngoo, "sua (própria) casa.
Quando há um sintagma nominal (SN), o objeto possuído geralmente é escrito separado. Assim, Ara Poty roo, "a casa de Ara Poty".
Aqui valem as mesmas regras relativas à nasalidade: palavras com fonemas nasais fazem cair o 'd' do grupo 'nd', permanecendo apenas o 'n'.

### Negação
A negação é feita da mesma forma para as três flexões (a-, xe-, xer-): acrescenta-se o circunfixo nda- ... -i ao verbo flexionado (ou na- ... -i, quando houver sons nasais nesse mesmo verbo flexionado). Todavia, cada uma delas apresenta certas irregularidades, indicada onde há explicação entre parênteses. Não serão indicadas irregularidades previsíveis, como a crase (vide seção Fonologia).
| Pessoa      | Flexão a-            | Flexão xe-    | Flexão xer-          |
| Pessoa      | vy'a (alegrar-se)    | 'ayvu (falar) | exaĩ (ser saudável)  |
| ----------- | -------------------- | ------------- | -------------------- |
| 1ª sing     | ndavy'ai             | ndaxeayvui    | naxerexaĩ            |
| 2ª sing     | nderevy'ai (nde + i) | nandeayvui    | nanerexaĩ            |
| 3ª sing/pl  | ndorovy'ai (ndo + i) | nda'ijayvui   | naexaĩ (na- + Ø + i) |
| 1ª pl incl. | ndajavy'ai           | nanhandeayvui | nanhanerexaĩ         |
| 1ª pl excl. | ndorovy'ai (ndo + i) | nda'oreayvui  | na'orerexaĩ          |
| 2ª pl.      | ndapevy'ai           | napendeayvui  | napenerexaĩ          |

Na flexão a-, há irregularidades na 2ª pessoa do singular, na 3ª pessoa e na 1ª pessoa do plural (exclusivo): há nde-, ndo- e ndo-, respectivamente, em vez de nda-.
No caso de ndavy'ai e em outros, assinale-se o fenômeno da crase mencionado na seção sobre a fonologia.
Na terceira pessoa da flexão xer-, há a queda do 'h', havendo portanto morfema zero (Ø) em substituição. Assim,
nda-Ø-ova-i
NEG-3p-virar.o.rosto-NEG
(ele) não virou o rosto
Quando há encontro vocálico de vogais diferentes, acrescenta-se uma oclusão glotal ('), como em na'orerexaĩ
Assinale-se que também aqui ocorre o fenômeno da mudança nd -> n quando há vogais nasais na raiz. Por isso, "eu não falo" é ndaxeayvui, com nda-, pois não há vogais nasais em xeayvu. O mesmo não se pode dizer da primeira pessoa do plural da mesma conjugação: nanhandeayvui, pois em nhandeayvui há vogal nasal. Cabe notar algo curioso neste último exemplo. Na afirmativa, o nhandeayvui, ocorreu o uso de nhande, com nd, pois ayvu não tem som nasal. Todavia, como a palavra que surge (nhandeyvu) já contém som nasal, aí sim, ocorre o uso apenas do 'n': nanhandeayvu. Portanto, em uma mesma palavra se faz presente tanto o alofone 'n' como o 'nd'.

## Sintaxe
A ordem dos constituintes na oração independente em Mbyá é bem flexível, refletindo fatores discursivos (contextuais). Ou seja, além da frase ter seus constituintes gramaticais (sujeito, predicado, etc.), é comumente dividida em constituintes cuja definição é baseada em fatores contextuais; tópico e foco são elementos deste tipo. A "estrutura de foco" (ou de informação) é assinalada, em Mbyá, principalmente pela ordem das expressões, pela entonação e pela ocorrência de elementos tais como "focalizadores" e "partículas" entre seus constituintes.

### Switch reference
O mbyá apresenta um sistema de referência cruzada, conhecido em inglês por switch reference. Esse mecanismo serve para identificar se o sujeito de uma oração subordinada é o mesmo da oração principal.
No mbyá em particular, há duas conjunções que indicam se uma oração subordinada tem o mesmo sujeito da oração principal, ou se o sujeito é diferente:
- vy: conjunção que indica que o sujeito é o mesmo da oração principal (em inglês SS, same subject)
- ramõ/rã: indica que o sujeito é diferente (em inglês DS, different subject)

Ambas as conjunções apresentam o significado de "quando", "durante".
Assim:
Ava o-o vy mboi o-exa
homem 3p-ir quando.SS cobra 3p-ver
Quando o homem foi, ele viu a cobra (mesmo sujeito)
Ava o-o ramõ mboi o-exa
homem 3p-ir quando.DS cobra 3p-ver
 Quando o homem foi, a cobra o viu (sujeito diferente).

### Partículas
O mbyá é rico em partículas que cumprem funções sintáticas. Uma muito comum é ma, que cumpre a função de isolador. O ma separa o sujeito e o predicado de uma oração, muitas vezes suprindo a falta de um verbo "ser" na língua. Xerery ma Ara Poty, meu nome é Ara Poty.
O uso de tais partículas é variável, e depende muito do contexto discursivo.

## Léxico
A língua Mbyá tem um vocabulário básico de cerca de 2500 verbetes e subverbetes, baseado na variedade falada no estado do Paraná, e contém notas sobre aspectos gramaticais e alguns dados sobre pronúncia e grafia. A morfologia e sintaxe foram pouco exploradas, com uma análise preliminar sobre o fenômeno da incorporação nominal na língua. Há também uma discussão sobre alguns aspectos sintáticos e discursivos do Mbyá, no que se refere à hipótese do Mbyá apresentar um mecanismo de referência verbal cruzada, conhecido na literatura por switch reference.

### Vocabulário
A seguir há uma pequena amostra do léxico da língua, com algumas das palavras mais comuns, de modo que o leitor tenha uma ideia geral de como é o guarani mbyá.
Os substantivos abaixo, quando estão em relação de posse, são sempre flexionados com xe-: xerery, meu nome, etc.. Portanto, é indicada entre parênteses apenas os casos em que ocorre flexão xer-. Nestes casos, os substantivos em forma absoluta frequentemente recebem o prefixo t- na forma absoluta: tekoa, aldeia, tery, nome, etc, e perdem esse 't' nas formas flexionadas. 
Os nomes que começam com hífen na tabela abaixo só ocorrem com flexão: xeru, nderu (meu pai, teu pai, etc), sem forma absoluta.
| Português              | Mbyá           |
| ---------------------- | -------------- |
| abóbora                | andai          |
| aldeia, lugar de viver | (t)ekoa (xer-) |
| amigo                  | irũ            |
| cachimbo               | petỹgua        |
| casa                   | oo             |
| cidade                 | tetã           |
| criança                | kyrĩ           |
| crianças               | kyrĩgue        |
| força                  | mbaraete       |
| nome                   | (t)ery (xer-)  |
| pai                    | -u (xer-)      |
| parente                | -etarã (xer-)  |
| professor              | nhombo'ea      |

A seguir, os verbos com a flexão xe- ou xer- estão indicados com parênteses. Os da flexão a- não recebem marca.
| Português                   | Mbyá           | Nota       |
| --------------------------- | -------------- | ---------- |
| alegrar-se, estar feliz     | -vy'a          | [ nota 1 ] |
| cantar, rezar               | -poraei        | [ nota 2 ] |
| esquecer-se                 | -exarai (xer-) |            |
| estar (em algum lugar)      | -ĩ             |            |
| estar bravo                 | -vai (xe-)     |            |
| estar triste                | -poriau (xe-)  |            |
| falar, expressar-se         | -ayvu (xe-)    |            |
| falar com, ler              | -eroayvu       |            |
| fazer                       | -japo          |            |
| fumar                       | -pita          |            |
| ir                          | -o             | [ nota 3 ] |
| ser bom, agradável          | -porã (xe-)    |            |
| trabalhar (lit. fazer algo) | -mba'ejapo     |            |
| ver                         | -exa           |            |
| vir                         | -ju            | [ nota 4 ] |

| Português     | mbyá  |
| ------------- | ----- |
| com           | reve  |
| em, dentro    | py    |
| muito         | vaipa |
| para (dativo) | pe    |

## Frases básicas[7]
- Javy ju! 
 Bom dia!
- Mba'exa tu nderery?
Qual o seu nome?
- Xerery ma Gabriel 
 Meu nome é Gabriel
- Mamo tu reikó?
 Onde você mora?
- Mamo tetã pygua tu ndee?
 De que cidade você é?
- Mamo tekoa pygua tu ndee?
 De que aldeia você é?
- Mamo gui (ou magui) tu ndee reju?
 De onde você é? (Lit. de onde você vem?)